# 小波比揚卡
48°50′17″N 27°2′29″E / 48.83806°N 27.04139°E
小波比揚卡（烏克蘭語：Мала Побіянка）是位於烏克蘭西部赫梅利尼茨基州裏卡緬涅茨-波多利斯基區的杜納伊夫齊市鎮的村莊，面積1.79平方公里，海拔高度215米，2001年人口549，人口密度每平方公里307.2人。